# Lagonda V12
Lagonda V12 — автомобиль британской компании Lagonda, выпускаемый с 1938 по 1944 года. Последний автомобиль марки до слияния с Aston Martin. За 6 лет было произведено 190 моделей V12. Автомобиль был представлен на автосалоне в Лондоне в 1937 году.

## История
В 1935 году департамент по дизайну компании Lagonda был передан У.О. Бентли, в то время, как Bentley была приобретена Rolls-Royce Motor Cars. Несмотря на плохие условия на фабрике, возникшие из-за почти полного банкротства компании, Бентли создал 4,5 литровый V12, мощностью 180 л.с.

## Конструкция

### Двигатель
Конструкция нового V12 была достаточно интересной и необычной. Четырёхопорный коленчатый вал имел 6 шатунных шеек, на каждую из которых опиралось по 2 шатуна из лёгкого сплава.  Шейки были азотированы и термообработаны, и шатуны работали прямо по ним, без вкладышей. Система смазки была довольно сложной. Она состояла из двух контуров, каждый со своим масляным насосом и общим алюминиевым поддоном ёмкостью более 10л. Один из них смазывал под давлением трущиеся пары коленвала, другой орошал газораспределительный механизм. 
Двигатель верхнеклапанный, имел два клапана на цилиндр, расположенных в одну линию, и по одному распредвалу в каждой головке. Привод каждого распредвала состоял из шестерен и двухрядной цепи. Такая схема работала тише, чем чисто шестерёнчатая (которая потребовала бы большого количества колёс при верхнем распредвале), и давала преимущества в компоновке и точности фаз распределения по сравнению с чисто цепной. При обслуживании двигателя распредвалы можно было снять не разбирая привода, что упрощало операцию и исключало ошибки установки фаз при последующей сборке.
На каждый ряд цилиндров имелись собственная катушка зажигания и распределитель, приводимый от торца соответствующего распредвала. Также на двигателе было два карбюратора SU в развале цилиндров (в модификации Rapide - четыре, мощность при этом превышала 200лс), два бензонасоса и два масляных фильтра. .

### Трансмиссия
Коробка передач - 4-скоростная с синхронизаторами на 2-4 передачах, установлена отдельно от двигателя, чтобы освободить место для поперечной балки рамы. Задний мост - с гипоидной передачей, что позволяло понизить пол кузова и в те времена не было общераспространенным.

### Шасси
Рама автомобиля - из лонжеронов и поперечин коробчатого сечения с крестообразной связкой. Передняя подвеска - независимая двухрычажная, с продольными торсионами (длиной порядка 1.5м), что позволяло опустить двигатель между лонжеронами и понизить центр тяжести автомобиля. Задняя подвеска - классическая на полуэллиптических рессорах . 
Результаты автомобиля на дороге были просто выдающимися, что отмечали авторитетные издания тех времен. V12 имел три варианта длины шасси: 350, 335 и 315 см.

## Недостатки автомобиля
Бентли и его сотрудники, несомненно, проводили много времени, занимаясь настройкой двигатели, однако, сложная конструкция все же давала сбои. Единственной возможностью дорабатывать уже проданные автомобили, была починка и техническое обслуживание. Первые модели Lagonda V12 были отправлены клиентам весной 1938 года, и многие из них отправлялись обратно из-за проблем с охлаждением и смазкой. В ответ на это, команда Бентли подготовила новые воздухозаборники для улучшения охлаждения двигателя блока и пересмотрела систему распределения масла. Вторая версия V12 была выпущена весной 1939, в количестве 41 штука.